# Mumin sucht die kleine Mü
Mumin sucht die Kleine Mü (Originaltitel: Hur gick det sen? Boken om Mymlan, Mumintrollet och lilla My) ist das erste Bilderbuch der finnlandschwedischen Schriftstellerin Tove Jansson. Es spielt in der fiktiven Welt der von Jansson erfundenen Mumins. Das Buch erschien 1952 und setzte durch seine innovative Gestaltung Maßstäbe in der Bilderbuchkunst. Tove Jansson erhielt dafür 1953 die Nils-Holgersson-Plakette.

## Gestaltung
Die Illustrationen bestehen überwiegend aus klaren, einfarbigen Flächen in Schwarz, Weiß und Grau und höchstens zwei oder drei weiteren Farben. Viele Seiten sind in grellen, kontrastreichen Farben gestaltet wie Blau und Rot oder Violett und Orange. In einigen Bildern zeichnete Tove Jansson Details im Stil der für ihre Romanillustration typischen Tuschezeichnungen.
Der kalligrafisch gestaltete Text ist ein Teil der Bilder. Durch ihre unterschiedliche Größe und Form spiegeln die Buchstaben die Größe der Figuren, Stimmungen, Lautstärke und Bewegung wider.
In jede Seite sind unterschiedlich geformte Löcher gestanzt, die den Blick auf einen Ausschnitt der nächsten Seite ermöglichen. Sie geben einen Ausblick auf das weitere Geschehen. Auch der Text lädt zum Spekulieren ein, indem jede Seite mit der Frage endet, wie es wohl weiter gehen würde. Die durch die gestanzten Löcher sichtbaren Bildausschnitte führen aber oft bewusst in die Irre.
Mumin sucht die Kleine Mü setzte sowohl Maßstabe in der modernen Bilderbuchkunst als auch in der Grafikkunst im Allgemeinen. Die damals neue Idee der Gucklöcher wurde in vielen späteren Bilderbüchern aufgegriffen. Eine weitere neue Idee Janssons, die sich seitdem in Bilderbüchern etabliert hat, war die Einbeziehung aller Buchseiten inklusive Titel, Vorsatz und bibliografischen Informationen in das Gestaltungskonzept. Auf einer Seite werden Kinder aufgefordert, das Buch mitzugestalten, indem sie eine fehlende Abbildung selbst ergänzen.

## Handlung und Erzählweise
Das in Versform verfasste Buch erzählt die Geschichte von Mumin, der auf dem Rückweg von einem Einkauf vom Weg abkommt, sich verirrt und schließlich doch wieder nach Hause findet. Die Abenteuer, die Mumin unterwegs erlebt, sind episodisch aneinandergereiht. Sie gehen ineinander über, stehen aber nicht immer in einer logischen Abfolge:
Die Muminmutter hat Mumin losgeschickt, um Milch einzukaufen. Mit der gefüllten Milchkanne ist er auf dem Weg zurück nach Hause. Dabei begegnet er der Mymla, die ihre Schwester, die kleine My, verloren hat. Sie machen sich gemeinsam auf die Suche nach ihr. Dabei begegnen sie weiteren Wesen, die aus der Muminwelt bekannt sind: Zuerst jagt eine Gafsa ihnen Angst ein, und sie geraten in eine finstere Höhle. Dort werden sie aus Versehen von einem Hemul mit dem Staubsauger aufgesaugt, aus dem sie die kleine My wieder befreit. Bei ihrer Flucht aus dem Staubsauger erschrecken sie unbeabsichtigt eine Filifjonka so sehr, dass sie aus ihrem Haus flieht und dabei ihr Kleid verliert. Mumin, die Mymla und My betreten ein Baumhaus, stellen aber fest, dass es von Tee trinkenden elektrischen Hatifnatten bewohnt ist. Schnell verlassen sie das Haus durch den Hintereingang. Draußen geraten sie in einen Wolkenbruch. Als das Unwetter sich verzieht, erkennen sie aus der Ferne die Muminmutter, die sie zu Hause in Empfang nimmt. Zwar ist die Milch inzwischen sauer geworden, trotzdem feiern alle gemeinsam Mumins Rückkehr.
Der Schwerpunkt der Geschichte liegt auf dem Geschichtenerzählen selbst, nicht auf dem Verlauf der Handlung. Das Buch selbst ist Thema des Buches, indem beispielsweise zu Anfang eine Illustration den Verleger zeigt, wie er mit einer Schere die Löcher in das Buch schneidet und so die Realität mit der Handlung des Buches vermischt. Auch im Verlauf der Geschichte wird kein Zweifel daran gelassen, dass es sich um Charaktere in einem Buch handelt: Die Filifjonka reißt vor Schreck aus ihrer Buchseite aus und flieht auf die nächste Seite. Zum Schluss überlegen die Figuren, das Buch durch ein kleines Loch zu verlassen, stellen aber fest, dass selbst die kleine My nicht hindurchpassen würde. Dadurch wird das Buch zu einem Raum, in dem die Figuren leben.

## Figuren und Themen
Die Hauptfigur der Geschichte ist Mumin, begleitet von der Mymla und der kleinen My. Weitere Figuren des Buches – eine Gafsa, ein Hemul, eine Filifjonka und die Hatifnatten – sind aus den Mumin-Romanen bekannt. Ihr Hintergrund wird im Bilderbuch nicht erklärt und so entweder als bekannt vorausgesetzt oder als unwesentlich erachtet. Die Muminmutter kommt nur auf den letzten Seiten vor, ist aber trotzdem durch die ganze Geschichte hindurch präsent. Sie ist der Grund für Mumins Reise; und die Milchkanne, die für Mumins erfüllten Auftrag steht, ist in jedem Bild zu sehen. Als sich Mumin und die Mymla in der Höhle verirren, denkt Mumin an seine Mutter. Dass er sie nie wiedersehen könnte, ist seine größte Sorge.
Die zentralen Themen des Bilderbuches sind die Trennung von der Familie, das Suchen und Wiederfinden und das Bezwingen von äußeren Gefahren. In der Wiedervereinigung mit der fürsorglichen Muminmutter findet die Geschichte ein für die frühen Mumin-Bücher typisches glückliches Ende.
Die Reise durch unbekanntes, gefährliches Terrain ist ein wiederkehrendes Thema in den Mumin-Büchern. Eine zentrale Rolle spielte es bereits in den Romanen Mumins lange Reise und Komet im Mumintal.

## Auszeichnungen
Tove Jansson erhielt für Mumin sucht die Kleine Mü 1953 die Nils-Holgersson-Plakette, die in diesem Jahr zum vierten Mal verliehen wurde. Sie war Janssons erster Literaturpreis.

## Publikationsgeschichte
Mumin sucht die Kleine Mü wurde noch im Jahr seines Erscheinens ins Finnische übersetzt. Es brachte Jansson den Durchbruch in ihrem Heimatland Finnland, wo sie außerhalb der schwedischsprachigen Minderheit bis dahin nur wenig bekannt war.
Trotz seiner künstlerischen Bedeutung, seines Verkaufserfolgs und der angesehenen Literaturauszeichnung wurde das Buch lange Zeit nicht ins Deutsche übersetzt. Die erste deutsche Übersetzung erschien 2003 in einer Versnachdichtung von Samar Lennart, Michael Strehle und Claire Singer unter dem Titel Mumin, wie wird’s weiter gehen? Ein Buch mit Mymla, Mumin und der kleinen My im leiv Verlag.
2017 erschien eine weitere Neuübersetzung von Birgitta Kicherer im Arena Verlag unter dem Titel Mumin sucht die Kleine Mü.

## Adaptionen
Unter dem Titel Hur gick det sen? erschien 1993 ein elf Minuten langer Animationsfilm, der vom Schwedischen Filminstitut unter der Regie von Jaromir Wesely produziert wurde. Erzählerin ist Tove Jansson selbst, von der eine ältere Tonaufnahme eingespielt wurde. Die Musik komponierte Erna Tauro.
Ein „interaktives Bilderbuch“ erschien als App für iOS und Windows.